# Moriaphila parvula
Moriaphila parvula är en skalbaggsart som beskrevs av Moser 1907. Moriaphila parvula ingår i släktet Moriaphila och familjen Cetoniidae. Inga underarter finns listade i Catalogue of Life.